# 明石緑郎
明石 緑郎（あかし ろくろう、1899年9月15日 - 1934年6月23日）は、日本の俳優である。本名は田中 鶴雄（たなか つるお）。

## 人物・来歴
1899年（明治32年）9月15日、東京府東京市（現在の東京都）に「田中鶴雄」として生まれる。
1917年（大正6年）、17歳のときに新派の村田正雄門下となり、女形として舞台に上がる。その後、大阪に移り、連鎖劇で知られる新派の山崎長之輔の一座に参加する。やがて伊川八郎の一座「国精劇」の幹部俳優となる。1924年（大正13年）8月23日、山崎長之輔が死去、1925年（大正14年）、師の村田正雄が死去している。
同年、帝国キネマ演芸芦屋撮影所に入社、女形から剣戟俳優へに転身する。スクリーンデビューは同年10月1日公開の古海卓二監督の市川百々之助主演作『牛若丸』と、その併映作で明石が主演を張った長尾史録監督の『乱弾下の恋』である。同年、松本英一監督の『竜巻く嵐』に主演し、市川百々之助に比肩しうる人気俳優となる。佐藤樹一路監督の『四谷怪談』（1927年）で民谷伊右衛門、押本七之助監督の『天保水滸伝』（1931年）で平手造酒を演じ、風貌にマッチした虚無的な役柄を得意とし、女形で培った優美な剣戟が人気の源泉であった。
1934年（昭和9年）6月23日、満州巡業中に病気により死去した。満34歳没。

## フィルモグラフィ
- 『牛若丸』 : 監督古海卓二、1925年 - 深栖頼重
- 『乱弾下の恋』 : 監督長尾史録、1925年 - 吉村寅次郎
- 『弁天小僧』前篇・後篇 : 監督古海卓二、1925年 - 南郷力丸
- 『野狐三次』前篇・後篇 : 監督佐藤樹一路、1925年 - 松平源七郎
- 『竜巻く嵐』 : 監督松本英一、1925年

- 『猿飛佐助と清海入道』前篇・中篇・終篇 : 監督江後岳翠、1926年 - 猿飛佐助
- 『我恋我太刀』 : 監督松本英一、1926年 - 備前国備
- 『相模屋政五郎』 : 監督唐沢弘光、1926年 - 相模屋政五郎
- 『怪龍丸』 : 監督唐沢弘光、1926年 - 神風龍太郎
- 『怪僧伝達』 : 監督江後岳翠、1926年
- 『討てざりし敵討』 : 監督唐沢弘光、1926年 - 西條麗之助
- 『お富与三郎』 : 監督唐沢弘光、1926年 - 切られ与三郎
- 『遊女と侍』 : 監督江後岳翠、1926年 - 加藤市郎右衛門、丸橋忠弥
- 『武家娘』 : 監督森本登良夫、1926年 - 兄軍之進
- 『左刃縦横』 : 監督唐沢弘光、1926年 - 小村平九郎
- 『南郷力丸』前篇・後篇 : 監督唐沢弘光、1926年
- 『国定忠次江戸入』 : 監督山下秀一、1926年
- 『復讐の刃』 : 監督山下秀一、1926年 - 漁夫藤太
- 『梅川忠兵衛』 : 監督山下秀一、1926年
- 『恒川半三郎』 : 監督江後岳翠、1926年
- 『紅あざみ』 : 監督江後岳翠、1926年
- 『安中草三郎』 : 監督江後岳翠、1926年
- 『剣魔』 : 監督唐沢弘光、1926年
- 『籠釣瓶』 : 監督山下秀一、1926年
- 『伊賀之亮と天一坊』 : 監督山下秀一、1926年
- 『渋川伴五郎』 : 監督江後岳翠、1926年
- 『新皿屋敷』 : 監督山下秀一、1926年 - 肴屋宗五郎
- 『意恨の駒下駄』前後篇 : 監督山下秀一、1926年
- 『志良野』 : 監督山下秀一、1926年
- 『伊達騒動』 : 監督山下秀一、1926年

- 『忠僕為助』 : 監督江後岳翠、1927年
- 『生不動』 : 監督佐藤樹一路、1927年
- 『夢見重太郎』前後篇 : 監督唐沢弘光、1927年
- 『新門辰五郎』 : 監督山下秀一、1927年
- 『酒乱の狂刃』 : 監督江後岳翠、1927年
- 『夜叉公子 前篇』前篇・後篇 : 監督山下秀一、1927年
- 『恋地獄』 : 監督佐藤樹一路、1927年
- 『小金井小次郎』 : 監督渡辺新太郎、1927年
- 『四谷怪談』前後篇 : 監督佐藤樹一路、1927年 - 民谷伊右衛門
- 『曽我』 : 監督山下秀、1927年
- 『竜馬暗殺』前後篇 : 監督深川ひさし、1927年
- 『仇を討つまで』 : 監督佐藤樹一路、1927年
- 『忠臣蔵』前篇・後篇 : 監督山下秀一、1927年 - 1928年 - 堀部安兵衛

- 『大政小政』 : 監督渡辺新太郎、1928年
- 『受難』 : 監督石山稔、1928年
- 『正か邪か』 : 監督佐藤樹一路、1928年
- 『夜鴉』 : 監督渡辺新太郎、1928年
- 『武道流血記』 : 監督矢内政治、1928年
- 『高山彦九郎』 : 監督佐藤樹一路、1928年
- 『断腸の剣』 : 監督佐藤樹一路、1928年
- 『石井常右衛門』 : 監督佐藤樹一路、1928年
- 『忠僕直助』 : 監督渡辺新太郎、1928年
- 『笹野権三郎』 : 監督江後岳翠、1928年
- 『天保泥絵草紙』前篇・中篇 : 監督山下秀一、1928年 - 片岡直次郎

- 『粂平内 幡随院復讐篇』 : 監督山下秀一、1929年
- 『粂平内 白柄組征服篇』 : 監督矢内政次、1929年
- 『相政は男だ』 : 監督矢内政次、1929年
- 『梅の由兵衛』 : 監督山下秀一、1929年
- 『髑髏の怪鬼』 : 監督佐藤樹一路、1929年
- 『巡礼殺し』 : 監督矢内政次、1929年
- 『畔倉重四郎』 : 監督山下秀一、1929年
- 『村上喜剣』 : 監督長尾史録、1929年
- 『武林唯七』 : 監督佐藤樹一路、1929年
- 『袈裟と盛遠』 : 監督山下秀一、1929年
- 『松山奇談 八百八狸』 : 監督山下秀一、1929年 - 後藤小源太
- 『丸橋忠弥』 : 監督長尾史録、1929年
- 『泥濘』 : 監督佐藤樹一路、1929年
- 『岡田良助』 : 監督山下秀一・長尾史録、1929年
- 『村井長庵』 : 監督山下秀一、1929年
- 『仇討地獄』 : 監督佐藤樹一路、1929年
- 『夜光珠怪異』 : 監督山下秀一、1929年 - 牧野隼人

- 『日の出巌』 : 監督山下秀一、1930年
- 『首斬浅右衛門 江戸愛欲篇』 : 監督渡辺新太郎、1930年
- 『黒潮の彼方へ』 : 監督山下秀一、1930年
- 『先駆者の夢』 : 監督渡辺新太郎、1930年
- 『髑髏無遊剣』 : 監督長尾史録、1930年
- 『江戸城総攻め』 : 監督志波西果、1930年 - 山岡鉄太郎、新門辰五郎
- 『吉良の仁吉』 : 監督押本七之助、1930年
- 『ごろつき船』前篇・後篇 : 監督渡辺新太郎、1930年 - 土屋主人正（謎の旗本）
- 『小川幸三の死』 : 監督渡辺新太郎、1930年
- 『め組の喧嘩』 : 監督押本七之助、1930年
- 『貝殻一平』第二篇 : 監督渡辺新太郎、1930年

- 『権八伊達姿』 : 監督山下秀一、1931年
- 『血闘天竜川』 : 監督押本七之助、1931年
- 『森の石松』 : 監督押本七之助、1931年
- 『遠州長脇差』 : 監督押本七之助、1931年
- 『天保水滸伝』 : 監督押本七之助、1931年
- 『仇討日本晴 孝の巻 曾我兄弟』 : 監督渡辺新太郎、1931年
- 『仇討日本晴 義の巻 伊賀の水月』 : 監督石田民三、1931年
- 『仇討日本晴 忠の巻 大石父子』 : 監督中島宝三、1931年

- 『恋人の娘』 : 監督森本登良男・矢内政治、中京映画、1932年

## 註
1. 1 2 3 4 5 6 7 8  『芸能人物事典 明治大正昭和』、日外アソシエーツ、1998年、「明石緑郎」の項。
2. 1 2 3 4 5 6 7 8 9  『無声映画俳優名鑑』、無声映画鑑賞会編、マツダ映画社監修、アーバン・コネクションズ、2005年、p.126。
3. 1 2  山崎長之輔、『講談社 日本人名大辞典』、講談社、コトバンク、2009年11月9日閲覧。
4. ↑  村田正雄、『美術人名辞典』、思文閣、コトバンク、2009年11月9日閲覧。